# Holzbläserquintett
Das Holzbläserquintett, auch (klassisches) Bläserquintett genannt, ist eine Standardbesetzung für die Holzblasinstrumente Flöte (Querflöte), Oboe, Klarinette, Fagott und das Blechblasinstrument Horn. Der Begriff bezeichnet dabei sowohl das Ensemble als auch die entsprechenden Kompositionen.

## Geschichte
Bis Ende des 18. Jahrhunderts bestand die Kammermusik für Bläser aus Harmoniemusiken, bei denen Oboen, Klarinetten, Hörner und Fagotte paarweise besetzt waren. Mit dem Niedergang der aristokratischen Gesellschaft sank der Bedarf an dieser Unterhaltungsmusik, und mit der Entwicklung einer bürgerlichen Musikkultur entstand gleichzeitig der Wunsch nach Werken der „gehobenen“ Kammermusik, die neben dem dominierenden Streichquartett bestehen konnten.
Das früheste bekannte Bläserquintett stammt von Antonio Rosetti (auch als Anton Rösler bekannt; 1750–1792), dessen um 1780 entstandenes Es-Dur-Quintett allerdings statt des Horns die Taille, eine Art von Tenoroboe, bzw. ein Englischhorn verwendet. Drei weitere Quintette von Nicolas Schmitt († 1802) sind verschollen. 1802 veröffentlichte Giuseppe Cambini seine Trois Quintetti Concertans.
1808 siedelte Anton Reicha nach Paris über und fand dort mit Joseph Guillou (1787–1853, Flöte), Gustave Vogt (1781–1870, Oboe), Jacques-Jules Bouffil (1783–1868, Klarinette), Louis François Dauprat (1781–1868, Horn) und A. N. Henry (1777–1842, Fagott) herausragende Musiker vor. Für sie komponierte er 4 Folgen zu 6 Quintetten, welche als stilbildend für diese Besetzung gelten. Der Erfolg dieser Werke verhalf einerseits den Musikern als Reicha-Quintett zu Berühmtheit, und es wurden bald weitere Ensembles auch außerhalb von Paris gegründet. Andererseits diente Reicha anderen Komponisten als Vorbild, so dass in der ersten Hälfte des 19. Jahrhunderts zahlreiche weitere Quintette entstanden. In der zweiten Hälfte des 19. Jahrhunderts wurden nur noch vereinzelte Holzbläserquintette komponiert, im Lauf des 20. Jahrhunderts wurde die Gattung wieder vermehrt aufgegriffen. Dazu gehören die Kleine Kammermusik op. 24/2 von Paul Hindemith, das Quintett op. 43 von Carl Nielsen (beide aus dem Jahr 1922), das Quintett op. 26 von Arnold Schönberg (1923/24 entstanden), zwei Quintette von Jean Françaix (1948, 1987) und das Bläserquintett aus dem Jahr 1960 von Josef Schelb.

## Bekannte Holzbläserquintett-Ensembles
- Acelga Quintett
- Capella Concertante
- Musica rara Quintett
- Philharmonisches Bläserquintett Berlin